# 索爾塔什
索爾塔什（Saltash）是英格蘭的一個城鎮和民政教區，位於英格蘭西南部康沃爾郡。索爾塔什在2001年有人口14,964人，2011年增加到16,184人。